# Massiva (nipote di Gala)
Massiva (in latino Massiva o Massiua; fl. III secolo a.C.) è stato un principe numida, al tempo della seconda guerra punica; suo nonno era Gala, re dei Massesili, e suo zio era Massinissa.

## Biografia
Durante la seconda guerra punica, quando i Numidi Massesili erano alleati di Cartagine, Massinissa con una consistente squadra di cavalleria intervenne in Spagna in supporto alle armate cartaginesi di Asdrubale, di Magone e di Asdrubale Giscone; in tale occasione si portò anche Massiva, che al tempo non era più di un ragazzo.
Nella battaglia di Baecula per la prima volta Massiva aveva ottenuto la possibilità di portare armi; la battaglia fu una pesantissima sconfitta per i cartaginesi ed il giovane Massiva fu fatto prigioniero e fu portato al cospetto di Publio Cornelio Scipione, il quale, non appena saputo chi era, lo trattò con il massimo rispetto e poi lo rimandò dallo zio senza richiedere alcun riscatto. Questa condotta generosa da parte di Scipione colpì profondamente Massinissa e agevolò notevolmente il successivo cambio di alleanze del principe numida .